# Prosoplus invidus
Prosoplus invidus là một loài bọ cánh cứng trong họ Cerambycidae.